# The Ring (tạp chí)
The Ring (thường được gọi là Tạp chí The Ring hoặc Tạp chí Ring) là một tạp chí Quyền Anh Hoa Kỳ được xuất bản lần đầu vào năm 1922 như một tạp chí về đấm bốc và đấu vật. Theo thời gian, khi vấn đề về tính thể thao hợp pháp của đấu vật chuyên nghiệp được đặt ra nhiều câu hỏi, The Ring chuyển sang trở thành một tạp chí, ấn phẩm dành riêng cho Quyền Anh. The Ring ngày nay thuộc sở hữu của Oscar De La Hoya thông qua Golden Boy Enterprises, thuộc Golden Boy Promotion, đã mua lại vào năm 2007. Tạp chí bắt đầu công bố bảng xếp hạng các võ sĩ Quyền Anh hàng năm vào năm 1924.

## Lịch sử

### Các giai đoạn
The Ring do thành viên trong tương lai của Đại sảnh Quyền Anh Quốc tế (IBHOF) Nat Fleischer sáng lập và xuất bản, đã gây ra các vụ bê bối Quyền Anh, giúp các võ sĩ vô danh trở nên nổi tiếng trên toàn thế giới và bao trùm các sự kiện lớn nhất mọi thời đại của Quyền Anh. Nhà báo, ký giả Dan Daniel là người đồng sáng lập và có nhiều đóng góp cho The Ring trong hầu hết lịch sử của tạp chí. The Ring đề cập đến chính mình và được những người khác gọi là The Bible of Boxing. Trong những năm Fleischer (1915–1942), trang nội dung hoặc chỉ dẫn của mọi số báo đều khẳng định: "The Ring là một tạp chí mà một người đàn ông có thể mang về nhà. Anh ta có thể để nó trên bàn thư viện an toàn của mình khi biết rằng nó không chứa bất kỳ một vấn đề nào cả trong văn bản hoặc các quảng cáo có thể gây khó chịu. Nhà xuất bản của The Ring bảo vệ danh tiếng của tạp chí này một cách ghen tị, mang tính giải trí và sạch sẽ."
Năm 1972, sau cái chết của Fleischer, Tổng biên tập Nat Loubet, con rể của ông, tiếp quản vị trí nhà xuất bản, ra mắt vào năm 1977 ba ấn bản quốc tế của tạp chí. Phiên bản tiếng Tây Ban Nha là Ring En Español được xuất bản ở Venezuela và được phân phối đến tất cả các nước nói tiếng Tây Ban Nha và Hoa Kỳ (US) cho đến năm 1985. Cũng có một phiên bản tiếng Nhật được xuất bản ở Tokyo và một phiên bản tiếng Pháp được xuất bản ở Paris. Năm 1979, tạp chí được mua từ Loubet bởi Bert Randolph Sugar, người đã thuê vận động viên Quyền Anh tương lai của New York Randy Gordon làm tổng biên tập. Đến năm 1985, cả Sugar và Gordon đều tiếp tục, sau đó bị theo dõi từ bên lề khi The Ring gần phá sản vào năm 1989, khiến tạp chí này phải ngừng xuất bản trong hầu hết năm, cho đến khi phục hồi dưới quyền sở hữu và quản lý mới vào năm 1990.

### Tái lập
Năm 1990, The Ring đã được cứu khỏi phá sản bởi nhà xuất bản Stanley Weston, người thành lập Boxing Illustrated, KO & World Boxing và GC London Publishing Corp. Weston là một người theo chủ nghĩa tình cảm (sentimentalism) và 52 năm sau khi tham gia Tạp chí The Ring khi còn là một người chơi chứng khoán, Weston đã mua lại tạp chí đã mang lại cho ông công việc đầu tiên. Sau đó, ông không chỉ hồi sinh tạp chí sau sự tiền phá sản, ông tái lập ấn phẩm như một nguồn tin tức Quyền Anh cuối cùng. Như một nghệ sĩ Quyền Anh xuất chúng, Weston đã vẽ 57 bìa cho The Ring với bìa đầu tiên của ông là bức tranh Billy Conn cho số ra tháng 12 năm 1939. Weston cũng là một nhiếp ảnh gia, theo ước tính của chính mình, đã chụp hơn 100.000 bức ảnh Quyền Anh,‍—‌ phần lớn trong số đó được đặt trong các tài liệu lưu trữ của tạp chí.
Một số võ sĩ được xuất hiện trên bìa tạp chí bao gồm Tommy Ryan, Salvador Sánchez, Jack Dempsey, Pancho Villa, Max Schmeling, Joe Louis, Sugar Ray Robinson, Jake LaMotta, Rocky Marciano, Willie Pep, Muhammad Ali, Alexis Argüello, Wilfred Benítez, Wilfredo Gómez, Roberto Durán, Larry Holmes, Marvin Hagler, Sugar Ray Leonard, Bud Taylor, Mike Tyson, Evander Holyfield, Floyd Mayweather Jr., Thomas Hearns, Roy Jones Jr., Bernard Hopkins, Julio César Chávez, Félix Trinidad, Manny Pacquiao, Oscar De La Hoya, Mauro Mina và Ricardo Mayorga. Năm 1977, võ sĩ Quyền Anh Cathy "Cat" Davis trở thành người phụ nữ đầu tiên xuất hiện trên trang bìa của The Ring, là người phụ nữ duy nhất được xuất hiện trên trang bìa của tạp chí cho đến tháng 1 năm 2016, khi Ronda Rousey cũng trở thành là người đầu tiên của MMA xuất hiện trên bìa, The Ring đã sử dụng tác phẩm nghệ thuật trang bìa do các nghệ sĩ nổi tiếng như LeRoy Neiman và Richard T. Slone tạo ra.

### Nhà xuất bản
The Ring trước đây được xuất bản bởi London Publications và Kappa Publishing Group, cũng đã xuất bản các tạp chí liên quan là KO Magazine và World Boxing, vốn là đối thủ cũ của The Ring nhưng đã ngừng hoạt động khi thuộc quyền sở hữu của Kappa. The Ring trước đây được lãnh đạo bởi International Boxing Hall of Famer Nigel Collins. Nhà xuất bản sở hữu tạp chí hiện nay, Sports and Entertainment Publications, LLC mua lại từ Kappa Publishing Group vào năm 2006. Nhà xuất bản này thuộc sở hữu của một nhóm các nhà đầu tư tư nhân do Oscar De La Hoya đứng đầu. Bảng xếp hạng Quyền Anh của tạp chí được một số phương tiện truyền thông Hoa Kỳ, đặc biệt là ESPN, công nhận là chính thức. Ngoài ra, The Rong còn có một ban cố vấn xếp hạng gồm 35 thành viên, bao gồm nhiều phương tiện truyền thông đưa tin về Quyền Anh, có vai trò ngăn cản Golden Boy Promotion sử dụng tạp chí để trục lợi.
The Ring có trụ sở chính tại Blue Bell, Pennsylvania cho đến năm 2011 khi nó được chuyển đến Los Angeles. Ngoài ra, tạp chí có một ấn phẩm chị em tên là The Ring Wrestling ra đời do nhà văn đấu vật chuyên nghiệp Bob Leonard liên hệ với tạp chí và bày tỏ rằng các ấn phẩm quá tập trung vào Quyền Anh và không cung cấp đủ độ phủ cho môn đấu vật. Nat Loubet cũng từng là biên tập viên của tạp chí đấu vật.

## Giải vô địchThe Ringthế giới
The Ring có đai vô địch riêng ở một hạng cân nhất định, và nhà vô địch The Ring giữ một chuỗi thống nhất chính thống tuyến tính cho vị trí của mình. The Ring bắt đầu trao đai vô địch vào năm 1922, đai vô địch đầu tiên được trao cho nhà vô địch hạng nặng Jack Dempsey và chiếc thứ hai được trao cho nhà vô địch hạng ruồi Pancho Villa. Tạp chí đã ngừng trao đai cho các nhà vô địch thế giới vào những năm 1990, sau đó giới thiệu lại danh hiệu của họ vào năm 2002, bỏ qua dòng tuyến tính vô địch thế giới đang diễn ra hiện nay.
The Ring lần đầu tiên trao cho Roy Jones Jr chiếc đai vô địch hạng dưới nặng của họ vào năm 2002 mặc dù Dariusz Michalczewski được coi là nhà vô địch chính thống ở cùng hạng cân. Sau đó, tạp chí đã cố gắng giải tỏa sự nhầm lẫn về các nhà vô địch thế giới bằng cách tạo ra một chính sách định vị vô địch. The Ring lặp lại nhiều lập luận của các nhà phê bình rằng các cơ quan phê chuẩn phụ trách các giải vô địch Quyền Anh đã làm suy yếu môn thể thao này bằng cách loại các ứng cử viên thách đấu các nhà vô địch không xứng đáng và buộc công chúng Quyền Anh xem những sự không phù hợp cho cái gọi là giải vô địch thế giới. Tạp chí cố gắng trở nên có thẩm quyền và cởi mở hơn so với bảng xếp hạng của các cơ quan phê chuẩn của bốn tổ chức lớn nhất là WBA, WBC, WBO, IBF, với một trang dành cho các giải thích đầy đủ về các thay đổi xếp hạng. Với The Ring, các võ sĩ không trả phí xử phạt để bảo vệ hoặc chiến đấu cho danh hiệu đang bị đe dọa, trái với thông lệ của các cơ quan phê chuẩn.
Theo phiên bản gốc của chính sách này, chỉ có hai cách mà một võ sĩ Quyền Anh có thể giành được danh hiệu The Ring: đánh bại nhà vô địch đương nhiệm; hoặc giành chiến thắng giữa hai ứng cử viên được xếp hạng số một và số hai của tạp chí (hoặc đôi khi được xếp hạng số một và số ba). Danh hiệu The Ring bỏ trống đã được lấp đầy khi ứng cử viên số một trong một cuộc phân chia hạng cân đấu với ứng cử viên số hai hoặc ứng cử viên số ba (trong trường hợp The Ring xác định rằng ứng cử viên số hai và số ba gần nhau về khả năng và hồ sơ). Một võ sĩ không thể bị tước danh hiệu trừ khi thua trận, quyết định chuyển sang hạng cân khác hoặc giải nghệ. Vào tháng 5 năm 2012, với lý do số lượng chỗ trống ở các hạng cân khác nhau là động lực chính, The Ring đã công bố chính sách vô địch mới. Theo chính sách mới, danh hiệu The Ring có thể được trao khi võ sĩ số 1 và số 2 đối đầu với nhau hoặc khi đối thủ số 1 và số 2 chọn không đấu với nhau và một trong hai người đấu với số 3, 4 hoặc 5, người chiến thắng có thể được trao đai The Ring.
Ngoài ra, hiện có sáu cách một võ sĩ mất danh hiệu của mình: thua một trận đấu ở hạng cân vô địch của võ sĩ đó; chuyển sang hạng cân khác; không xếp lịch đấu ở bất kỳ hạng cân nào trong 18 tháng; không lên lịch đấu ở hạng cân vô địch của mình trong 18 tháng, ngay cả khi đấu ở hạng cân khác; không lên lịch đấu với năm ứng cử viên hàng đầu ở bất kỳ hạng cân nào trong hai năm; hoặc nghỉ hưu. Sau đó, tạp chí đã thay đổi chiếc đai còn trống để chỉ được trao cho số 1 so với số 2 hoặc nếu số 3 được Ban biên tập của The Ring cho là xứng đáng.

## Bảng xếp hạngThe Ring
Lưu ý: Nhà vô địch The Ring cũng có thể đồng thời xếp thứ nhất bảng xếp hạng võ sĩ.
| Hạng cân             | Võ sĩ xếp hạng số 1    |
| -------------------- | ---------------------- |
| Hạng rơm             | Knockout CP Freshmart  |
| Hạng ruồi nhẹ        | Hiroto Kyoguchi        |
| Hạng ruồi            | Julio Cesar Martinez   |
| Hạng gà cơ sở        | Juan Francisco Estrada |
| Hạng gà              | Naoya Inoue            |
| Hạng lông cơ sở      | Murodjon Akhmadaliev   |
| Hạng lông            | Gary Russell Jr.       |
| Hạng nhẹ cơ sở       | Gervonta Davis         |
| Hạng nhẹ             | Teofimo Lopez          |
| Hạng bán trung cơ sở | Josh Taylor            |
| Hạng bán trung       | Errol Spence Jr.       |
| Hạng trung cơ sở     | Jermell Charlo         |
| Hạng trung           | Gennady Golovkin       |
| Hạng siêu trung      | Canelo Álvarez         |
| Hạng dưới nặng       | Artur Beterbiev        |
| Hạng bán nặng        | Mairis Briedis         |
| Hạng nặng            | Tyson Fury             |

## Các nhà vô địchThe Ringhiện tại
Tính đến ngày 27 tháng 10 năm 2021.
| Hạng cân             | Nhà vô địch            | Ngày       |
| -------------------- | ---------------------- | ---------- |
| Hạng rơm             | Trống                  |            |
| Hạng ruồi nhẹ        | Hiroto Kyoguchi        | 31/12/2018 |
| Hạng ruồi            | Trống                  |            |
| Hạng gà cơ sở        | Juan Francisco Estrada | 26/4/2019  |
| Hạng gà              | Naoya Inoue            | 18/5/2019  |
| Hạng lông cơ sở      | Trống                  |            |
| Hạng lông            | Trống                  |            |
| Hạng nhẹ cơ sở       | Trống                  |            |
| Hạng nhẹ             | Teófimo López          | 17/10/2020 |
| Hạng bán trung cơ sở | Josh Taylor            | 26/10/2019 |
| Hạng bán trung       | Trống                  |            |
| Hạng trung cơ sở     | Jermell Charlo         | 26/9/2020  |
| Hạng trung           | Trống                  |            |
| Hạng siêu trung      | Canelo Álvarez         | 19/12/2020 |
| Hạng dưới nặng       | Trống                  |            |
| Hạng bán nặng        | Mairis Briedis         | 26/9/2020  |
| Hạng nặng            | Tyson Fury             | 22/2/2020  |

## Danh sách nhà vô địch P4P
Tính đến ngày tháng 3 24, 2025.
Ghi chú:
     Kỷ nguyên lâu nhất P4P #1
     Đương thời P4P #1
| Số | Tên                      | Hạng cân                                                                   | Từ        | Đến        | Số ngày |
| -- | ------------------------ | -------------------------------------------------------------------------- | --------- | ---------- | ------- |
| 1  | Mike Tyson               | Hạng nặng                                                                  | 1989      | 14/1/1990  |         |
| 2  | Julio César Chávez       | Hạng dưới bán trung                                                        | 15/1/1990 | 10/9/1993  | 1334    |
| 3  | Pernell Whitaker         | Hạng dưới trung Hạng bán trung Hạng dưới bán trung                         | 10/101993 | 12/4/1997  | 1310    |
| 4  | Roy Jones Jr.            | Hạng nặng Hạng dưới nặng                                                   | 12/4/1997 | 15/5/2004  | 2590    |
| 5  | Bernard Hopkins          | Hạng trung                                                                 | 15/5/2004 | 16/7/2005  | 427     |
| 6  | Floyd Mayweather Jr.     | Hạng dưới trung Hạng bán trung Hạng dưới bán trung                         | 17/7/2005 | 7/6/2008   | 1056    |
| 7  | Manny Pacquiao           | Hạng dưới trung Hạng bán trung Hạng dưới bán trung Hạng nhẹ Hạng siêu lông | 7/6/2008  | 8/12/2012  | 1645    |
| 8  | Floyd Mayweather Jr. (2) | Hạng dưới trung Hạng bán trung                                             | 8/12/2012 | 12/12/2015 | 1008    |
| 9  | Román González           | Hạng siêu ruồi Hạng ruồi                                                   | 12/9/2015 | 18/3/2017  | 553     |
| 10 | Andre Ward               | Hạng dưới nặng                                                             | 18/3/2017 | 21/9/2017  | 187     |
| 11 | Gennady Golovkin         | Hạng trung                                                                 | 21/9/2017 | 17/9/2018  | 361     |
| 12 | Vasyl Lomachenko         | Hạng nhẹ                                                                   | 17/9/2018 | 7/11/2019  | 416     |
| 13 | Canelo Alvarez           | Hạng siêu trung Hạng dưới nặng                                             | 7/11/2019 | Đương đại  | 581     |